# نادرکند
نادرکند (به ترکی آذربایجانی: Nadirkənd) یک منطقهٔ مسکونی در جمهوری آذربایجان است که در شهرستان گران‌بوی واقع شده‌است. نادرکند ۱٬۳۸۹ نفر جمعیت دارد.